# Café Nicola

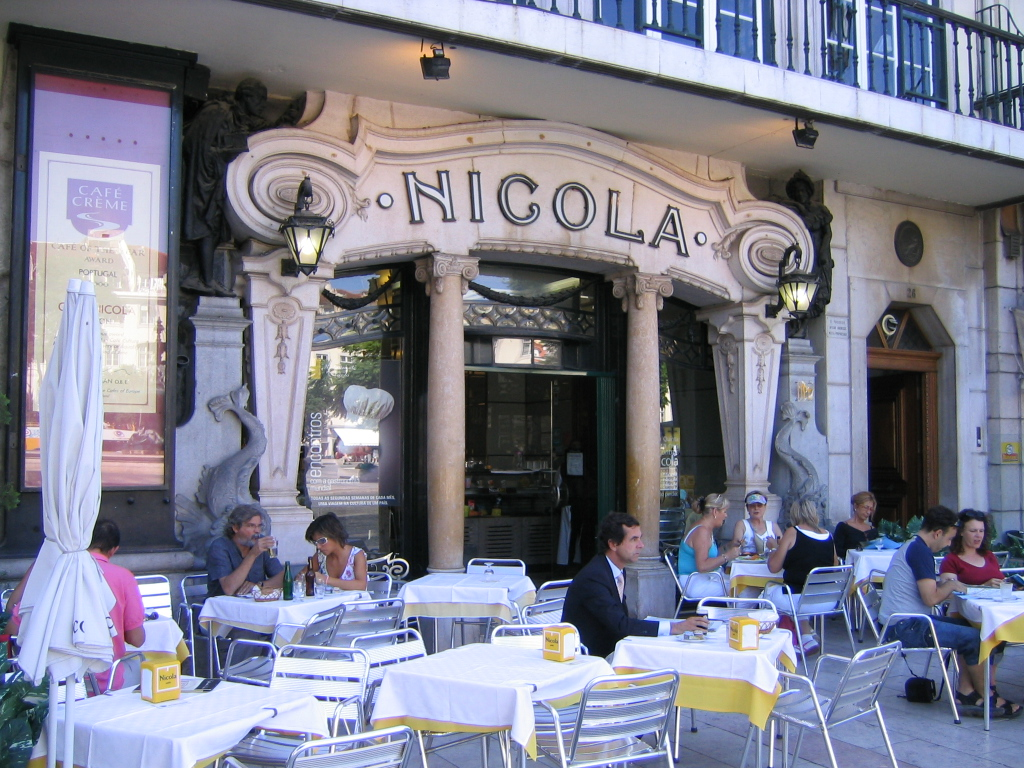
Das Café Nicola in Lissabon

Das Café Nicola ist ein Café in der portugiesischen Hauptstadt Lissabon. Es liegt am innerstädtischen Platz Praça D. Pedro IV, besser bekannt als Rossio. Es bietet auch Gerichte an.
Aus dem Café entstand das heutige Unternehmen Nicola Cafés.
Es wurden insbesondere Anfang des 20. Jahrhunderts eine Reihe gleichnamiger Filialen des Cafés Nicola in portugiesischen Städten eröffnet, ähnlich dem Café A Brasileira. Bekannt waren beispielsweise das Café Nicola in der Universitätsstadt Coimbra und das im Seebad Figueira da Foz. 13 alte und neue Nicola-Cafés und Kioske bestehen noch heute, darunter das in Coimbra (Stand Juli 2016), sie sind jedoch überwiegend nicht im Besitz des Nicola-Kaffeeherstellers.

## Geschichte
Das Café Nicola wurde 1787 durch einen Italiener namens Nicola bzw. Nicolau Breteiro gegründet. Es wurde danach durch den Portugiesen José Pedro Silva übernommen, der den Namen des Cafés beibehielt. Bekanntester Stammgast wurde der Dichter Manoel Maria de Barbosa du Bocage (1765–1805). Silva, der Besitzer des Cafés Nicola, war der wichtigste Unterstützer am Lebensabend des verarmten und kranken Bocage.
Auch in späteren Jahren blieb das Café ein Treffpunkt für Literaten, Journalisten und Politiker. Das heutige Aussehen erhielt es im Jahr 1935, als es nach Plänen des Architekten Raul Tojal im Art-déco-Stil umgebaut wurde. Einige Ölgemälde des Malers Fernando dos Santos (1892–1965) zeigen dort seither Szenen aus dem Leben des Bocage.
Das Café Nicola wird heute zu den Anziehungspunkten für Touristen gezählt.